# IC 4384
IC 4384 је лентикуларна галаксија у сазвјежђу Волар која се налази на листи објеката дубоког неба у Индекс каталогу.
Деклинација објекта је + 27° 6' 52" а ректасцензија 14h 11m 55,9s. Привидна величина (магнитуда) објекта IC 4384 износи 14,1 а фотографска магнитуда 15,0. IC 4384 је још познат и под ознакама UGC 9082, MCG 5-33-54, CGCG 163-3, NPM1G +27.0444, PGC 50690.